# Bolla (impuesto)
Bolla era un derecho peculiar aplicado en Cataluña de origen desconocido. 
Hay opiniones de que se estableció a finales del siglo XIII para ocurrir a los inmensos gastos que ocasionaba la defensa del país contra los piratas y para cortar las fraudulentas entradas de los tejidos de lana, seda, algodón e hilo. Las cortes aprobaron las tarifas que estuvieron en vigor hasta que Carlos III, a solicitud de Cataluña, abolió el derecho, subrogando el equivalente de bolla.